# Rainer Brüderle
Rainer Brüderle (ur. 22 czerwca 1945 w Berlinie) – niemiecki urzędnik samorządowy i polityk. W latach 1987–1998 minister gospodarki i transportu w rządzie Nadrenii-Palatynatu, poseł do Bundestagu czterech kadencji, w latach 2009–2011 minister gospodarki i technologii Niemiec w gabinecie Angeli Merkel, działacz Wolnej Partii Demokratycznej (FDP), jej wiceprzewodniczący (1995–2011) oraz przewodniczący frakcji poselskiej (2011–2013).

## Życiorys
Urodził się w rodzinie przedsiębiorcy tekstylnego. W 1948 zamieszkał na terenie Palatynatu. Po uzyskaniu świadectwa maturalnego w szkole średniej w Landau in der Pfalz studiował dziennikarstwo, prawo, ekonomię i nauki polityczne na Uniwersytecie Johannesa Gutenberga w Moguncji, uzyskując w 1971 dyplom w zakresie ekonomii. Po ukończeniu studiów zatrudniony w macierzystej uczelni. W 1975 objął funkcję dyrektora urzędu rozwoju gospodarki i komunikacji miejskiej w Moguncji (do 1981). W latach 1981–1987 pełnił obowiązki decernenta gospodarczego Moguncji.
W 1973 przystąpił do FDP. W latach 1981–1983 był przewodniczącym oddziału rejencyjnego Rheinhessen-Vorderpfalz, a w 1983 awansował na funkcję przewodniczącego organizacji regionalnej w Nadrenii-Palatynacie, którą pełnił do 2011. Wszedł także w skład zarządu federalnego FDP. W 1995 został wybrany wiceprzewodniczącym ugrupowania, stanowisko to zajmował również do 2011.
W 1987 uzyskał mandat posła do landtagu Nadrenii-Palatynatu, który pełnił do 1998. W tym samym okresie sprawował funkcję ministra do spraw gospodarki i transportu w koalicyjnym rządzie regionalnym: początkowo CDU-FDP, później SPD-FDP (od 1988 był również wicepremierem, a w 1994 do jego kompetencji ministerialnych dodano rolnictwo i uprawę winorośli). W 1998 znalazł się wśród członków Bundestagu (ponowny wybór uzyskiwał w wyborach w 2002, 2005 i 2009). W niższej izbie niemieckiego parlamentu pełnił obowiązki wiceprzewodniczącego klubu parlamentarnego oraz rzecznika ds. ekonomicznych.
28 października 2009 został powołany na urząd ministra gospodarki i technologii w koalicyjnym drugim rządzie Angeli Merkel. 10 maja 2011 został przewodniczącym frakcji poselskiej FDP w Bundestagu, a dwa dni później oficjalnie odszedł z rządu. W wyniku wyborów w 2013 razem z FDP znalazł się poza Bundestagiem.

## Życie prywatne
Jest żonaty, zamieszkał w Moguncji w dzielnicy Gonsenheim.

## Odznaczenia
W 1998 został odznaczony Krzyżem Kawalerskim Orderu Zasługi Rzeczypospolitej Polskiej.